# Gran Premi d'Hongria del 2009
El Gran Premi d'Hongria de Fórmula 1 de la Temporada 2009 es disputarà al circuit de Hungaroring, prop de Budapest, avui dia 26 de juliol del 2009.

## Anteriors Grans Premis d'Hongria
Heikki Kovalainen va ser el guanyador de l'edició anterior, la que va ser la seva primera -i fins ara única- victoria en la F1, beneficiant-se de la punxada de Lewis Hamilton i l'abandonament de Felipe Massa. Timo Glock va aconseguir el seu primer podi i Kimi Räikkönen va ser tercer. Els pilots actius que han guanyat en aquest circuit, a més del citat Kovalainen, són Rubens Barrichello, Fernando Alonso, Kimi Räikkönen, Jenson Button i Lewis Hamilton. Des de fa nou anys ningú aconsegueix la victòria dues vegades consecutives (Mika Häkkinen va ser l'últim en fer-ho, en 1999 i 2000).

## Millores dels Equips
Per aquesta carrera, Toro Rosso introdueix diverses novetats, incloent el famós doble difusor, en els seus monoplaces; a més comptarà amb un nou pilot als comandaments del cotxe nº11 el català Jaume Alguersuari, de 19 anys que substitueix Sébastien Bourdais.Brawn GP estrenarà una actualització per recuperar-se dels seus últims i fluixos resultats, i Force India també porta millores per tractar d'aconseguir d'una vegada els seus primers punts.

## Classificació

### Resultats
| Pos. | N. | Pilot                | Equip-motor          | Q1       | Q2       | Q3           | Graella |
| ---- | -- | -------------------- | -------------------- | -------- | -------- | ------------ | ------- |
| 1    | 7  | Fernando Alonso      | Renault              | 1:21.313 | 1:20.826 | 1:21.569     | 1       |
| 2    | 15 | Sebastian Vettel     | Red Bull-Renault     | 1:21.178 | 1:20.604 | 1:21.607     | 2       |
| 3    | 14 | Mark Webber          | Red Bull-Renault     | 1:20.964 | 1:20.358 | 1:21.741     | 3       |
| 4    | 1‡ | Lewis Hamilton       | McLaren-Mercedes     | 1:20.842 | 1:20.465 | 1:21.839     | 4       |
| 5    | 16 | Nico Rosberg         | Williams-Toyota      | 1:20.793 | 1:20.862 | 1:21.890     | 5       |
| 6    | 2‡ | Heikki Kovalainen    | McLaren-Mercedes     | 1:21.659 | 1:20.807 | 1:22.095     | 6       |
| 7    | 4‡ | Kimi Raikkonen       | Ferrari              | 1:21.500 | 1:20.647 | 1:22.468     | 7       |
| 8    | 22 | Jenson Button        | Brawn-Mercedes       | 1:21.471 | 1:20.707 | 1:22.511     | 8       |
| 9    | 17 | Kazuki Nakajima      | Williams-Toyota      | 1:21.407 | 1:20.570 | 1:22.835     | 9       |
| 10   | 3‡ | Felipe Massa         | Ferrari              | 1:21.420 | 1:20.823 | *Sense Temps | 10      |
| 11   | 12 | Sébastien Buemi      | Toro Rosso-Ferrari   | 1:21.571 | 1:21.002 |              | 11      |
| 12   | 9  | Jarno Trulli         | Toyota               | 1:21.416 | 1:21.082 |              | 12      |
| 13   | 23 | Rubens Barrichello   | Brawn-Mercedes       | 1:21.558 | 1:21.222 |              | 13      |
| 14   | 10 | Timo Glock           | Toyota               | 1:21.584 | 1:21.242 |              | 14      |
| 15   | 8  | Nelson Piquet Jr.    | Renault              | 1:21.278 | 1:21.389 |              | 15      |
| 16   | 6  | Nick Heidfeld        | BMW Sauber           | 1:21.738 |          |              | 16      |
| 17   | 21 | Giancarlo Fisichella | Force India-Mercedes | 1:21.807 |          |              | 17      |
| 18   | 20 | Adrian Sutil         | Force India-Mercedes | 1:21.868 |          |              | 18      |
| 19   | 5  | Robert Kubica        | BMW Sauber           | 1:21.901 |          |              | 19      |
| 20   | 11 | Jaume Alguersuari    | Toro Rosso-Ferrari   | 1:22.359 |          |              | 20      |

### Accident de Felipe Massa
- La sessió classificatòria es va veure interrompuda per un fort accident de Felipe Massa a la Q2. Durant la seva volta, un objecte contundent com una motlla o un cargol, procedent possiblement del cotxe de Rubens Barrichello; li va colpejar la part frontal del seu casc, deixant-lo inconscient. A partir d'aquest moment, el seu Ferrari va seguir en línia recta, retallant la corba 5 i seguint recta a la 6. Al trepitjar l'herba, va bloquejar els neumàtics, encara que el motor va seguir transferint potència a les rodes, per la qual cosa la velocitat no va variar substancialment. Així doncs, Massa colpejà de front la barrera de neumàtics. La majoria de pilots es van dirigir a l'hospital del circuit per interessar-se per l'estat del conductor brasiler, comunicant als mitjans de comunicació a la seva sortida que Massa es trobava conscient i que podia parlar. Barrichello va poder explicar-li que la causa de l'accident podria haver estat una part del seu Brawn. Posteriorment, va ser traslladat en helicòpter a un hospital proper per fer-li més proves. Es creu que el seu estat no és molt greu. En un principi, donada la gravetat de la situació, la sortida de la Q3 es va endarrerir fins a les 15:10 hora local. El seu estat va ser declarat greu però estable, va ser operat i no participà en la cursa. Els pilots que estaven per darrere de Massa en els resultats classificatoris avançaren una posició en la graella de sortida per cobrir l'espai deixat pel pilot brasiler.

- En l'endemà següent al succés, el cap de la Scuderia Ferrari comunicà a la sortida de l'Hospital AEK, en Budapest, que la situació del pilot de Sao Paulo era estable, sent la seva progressió la prevista durant la nit. A Felipe li provocaren un coma induït després la seva operació quirúrgica.

## Cursa

### Resultats
| Pos. | Nº | Pilot                | Equip-motor          | Voltes | Temps/Retirat      | Graella | Punts |
| ---- | -- | -------------------- | -------------------- | ------ | ------------------ | ------- | ----- |
| 1    | 1‡ | Lewis Hamilton       | McLaren-Mercedes     | 70     | 1h 38' 23. 876     | 4       | 10    |
| 2    | 4‡ | Kimi Räikkönen       | Ferrari              | 70     | + 11.529 s         | 7       | 8     |
| 3    | 14 | Mark Webber          | Red Bull-Renault     | 70     | + 16.886 s         | 3       | 6     |
| 4    | 16 | Nico Rosberg         | Williams-Toyota      | 70     | + 26.967 s         | 5       | 5     |
| 5    | 2‡ | Heikki Kovalainen    | McLaren-Mercedes     | 70     | + 34.392 s         | 6       | 4     |
| 6    | 10 | Timo Glock           | Toyota               | 70     | + 35.237 s         | 13      | 3     |
| 7    | 22 | Jenson Button        | Brawn-Mercedes       | 70     | + 55.088 s         | 8       | 2     |
| 8    | 9  | Jarno Trulli         | Toyota               | 70     | + 1' 08.172 min.   | 11      | 1     |
| 9    | 17 | Kazuki Nakajima      | Williams-Toyota      | 70     | + 1' 08.774 min.   | 9       |       |
| 10   | 23 | Rubens Barrichello   | Brawn-Mercedes       | 70     | + 1' 09.256 min.   | 12      |       |
| 11   | 6  | Nick Heidfeld        | BMW Sauber           | 70     | + 1' 10.612 min.   | 15      |       |
| 12   | 8  | Nelson Piquet Jr.    | Renault              | 70     | + 1' 11.512 min.   | 14      |       |
| 13   | 5  | Robert Kubica        | BMW Sauber           | 70     | + 1' 14.046 min.   | 18      |       |
| 14   | 21 | Giancarlo Fisichella | Force India-Mercedes | 69     | + 1 volta          | 16      |       |
| 15   | 11 | Jaume Alguersuari    | Toro Rosso-Ferrari   | 69     | + 1 volta          | 19      |       |
| 16   | 12 | Sébastien Buemi      | Toro Rosso-Ferrari   | 69     | + 1 volta          | 10      |       |
| Ret  | 15 | Sebastian Vettel     | Red Bull-Renault     | 29     | Suspensió          | 2       |       |
| Ret  | 7  | Fernando Alonso      | Renault              | 15     | Bomba de gasolina  | 1       |       |
| Ret  | 20 | Adrian Sutil         | Force India-Mercedes | 1      | Pressió de l'aigua | 17      |       |
| NVS  | 3‡ | Felipe Massa         | Ferrari              | 0      | No va sortir       | 20      |       |